# Axel Kicillof
Axel Kicillof (Buenos Aires, 25 de setembro de 1971) é um economista de tendência neokeynesiana, docente e secretário de política econômica. Foi Ministro da Economia da Argentina entre 13 de novembro de 2013 e 10 de dezembro de 2015, durante o segundo mandato de Cristina Kirchner.
Em 2019, foi eleito governador da Província de Buenos Aires, derrotando a então governadora Maria Eugenia Vidal, da Proposta Republicana. A vitória de Kicillof marcou a volta do peronismo ao poder na maior província da Argentina, que governaram durante 28 anos.

## Trajetória
Seus pais eram psicólogos, oriundos da classe média portenha. Estudou no Colégio Nacional de Buenos Aires e depois ingressou no curso de Economia na Universidade de Buenos Aires e se graduou com um diploma de honra. Na Faculdade de Ciências Econômicas da UBA militava na agrupação, então independente, TNT. É membro da agrupação juvenil kirchnerista La Cámpora. Kicillof doutorou-se pela mesma universidade na qual iniciou estupenda carreira acadêmica, chegando a publicar nove livros e tornando um especialista na obra de John Maynard Keynes e de Karl Marx.
Trabalhou antes como diretor da Siderar em representação das ações que o Estado argentino -através da ANSES- possui desta empresa. Aproximou-se da então presidente Cristina Kirchner quando assumiu um cargo na direção financeira da recém estatizada Aerolíneas Argentinas. Em 16 de abril de 2012, quando a presidente Cristina Fernández de Kirchner anunciou a estatização de 51% da YPF, com o objetivo de explorar os recursos dos derivados de hidrocarbonetos, Kicillof foi nomeado junto a Julio de Vido administrador da YPF. Suas principais medidas como ministro da Fazenda da Argentina foram a promoção ao consumo e o cepo cambiario, a restrição à aquisição de moeda estrangeira.

## Livros publicados
- De Smith a Keynes[9][10]
- Fundamentos de la teoría general[9][10]